# Arecco (cognome)
Arecco è un cognome di lingua italiana.

## Varianti
Arechi, Arichi, Da Recco, Recchi, Recco, Rech, Rechi.

## Origine e diffusione
Cognome tipicamente ligure, è presente prevalentemente in Italia settentrionale e meridionale, con comparse in Basilicata, Calabria e Salento.
Potrebbe derivare dal toponimo Recco, ma anche dal nome Arechi portato da due duchi longobardi. È altresì plausibile un'origine dal termine grico rékko, "maiale", che lo accomunerebbe al cognome Porco.
Le varianti Da Recco e Rech sono friulane.

## Persone
- Osvaldo Arecco – ex allenatore di calcio ed ex calciatore italiano
- Raffaele Arecco – pittore ed incisore italiano
- Sergio Arecco – critico cinematografico e storico del cinema italiano